# 李華
李 華（り か、715年? - 766年）は、中国・唐の詩人。字は遐叔（かしゅく）。本貫は趙州賛皇県。子は李翰。